# (28363) 1999 GN6
1999 جي أن 6 (ويعرف أيضًا باسم (28363) 1999 جي أن 6 وفق تسمية الكوكب الصغير) (بالإنجليزية: 1999 GN6)‏ هو كويكب ضمن حزام الكويكبات؛ وترتيبه 28363 من حيث الاكتشاف.
اكتُشف هذا الجُرم الفلكي بواسطة Frank B. Zoltowski ‏ في 14 أبريل 1999.

## وصلات خارجية
- (28363) 1999 GN6 في قاعدة بيانات مختبر الدفع النفاث لأجرام النظام الشمسي الصغيرة

- الاكتشاف · مخطط المدار ·  العناصر المدارية · المعلمات المادية

- (28363) 1999 GN6 على موقع ويكي سكاي: DSS2, SDSS, GALEX, IRAS, Hydrogen α, X-Ray, Astrophoto, Sky Map, Articles and images